# Batalla de Pelión
La batalla de Pelión (335 a. C.) fue un enfrentamiento entre el Reino de Macedonia bajo Alejandro Magno y una alianza iliria de los taulantios y dardanios bajo los líderes Glaucias y Clito de Dardania. La batalla tuvo lugar en la fortaleza de Pelión en la frontera con Macedonia y terminó con una victoria para Alejandro. Con esta victoria Alejandro impidió una invasión a su reino por los ilirios.